# Farruquezade
Farruquezade (em persa médio: Farrūḫzādag; em persa médio: فرخزاد; romaniz.: Farruḫzad) foi um aristocrata iraniano da Casa de Ispabudã e fundador da Reino Bavândida, governando de 651 a 665. Originalmente, um poderoso servo do xainxá Cosroes II (r. 590–628), ele, juntamente com vários outros aristocratas poderosos, fez uma conspiração contra o último e encerrou seu governo tirânico. Depois disso, colocaram o filho dele, Cavades II (r. 628) no trono, mas cujo governo durou apenas alguns meses, antes que fosse morto por uma praga. Foi sucedido por seu filho Artaxer III (r. 628–629), que depois de um ano foi assassinado pelo rebelde ex-chefe do exército sassânida (aspabedes) Sarbaro, que usurpou o trono.
Esses eventos enfraqueceram muito o Império Sassânida, mas em 632, quando o neto de Cosroes, Isdigerdes III (r. 632–651) subiu ao trono, a ordem foi um pouco restaurada. No entanto, quando a paz estava prestes a chegar, o Império Sassânida foi invadido por árabes muçulmanos, o que resultou na morte de muitos veteranos sassânidas, incluindo o próprio irmão de Farruquezade, Rustã Farruquezade. Farruquezade posteriormente sucedeu o último como o aspabedes e o líder da facção pálave (parta), que havia sido formada por seu pai Farruque Hormisda, que foi assassinado em 631.
No entanto, Farruquezade foi incapaz de derrotar os árabes, e em 643, depois de ter visto a perda de Ctesifonte e Ispaã, foi obrigado a fugir com o xá de lugar a lugar até 650, quando se amotinou contra Isdigerdes antes dele ser morto por um de seus servos. Em 651, Farruquezade se tornou o governante do Tabaristão, e governaria a região até seu assassinato em 665 por Valaxe, um aristocrata carênida, que posteriormente conquistou seus domínios.

## Vida

### Nome
Embora seu nome verdadeiro fosse "Farruquezade" (que significa "o filho de Farruque" ou "nascido com sorte e felicidade"), também é conhecido em outras fontes por vários outros nomes, como Currazade (Ḫurrazad), Zade Farruque (Zad Farruḫ), Zinabi Abul Farrucã (Zinabi Abu'l- Farruḫan) e Bave (Bav).

### Antecedentes e família

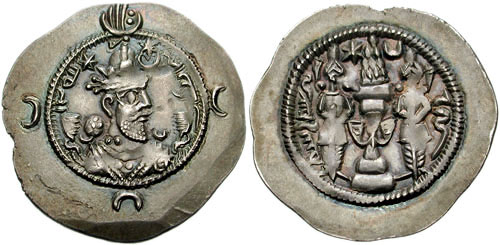
Dracma de r.

Farruquezade era membro da família Ispabudã, uma das sete grandes casas do Irã, que formava a aristocracia de elite do Império Sassânida; a família traçou sua descendência aos marechais militares (aspabedes) e ocupou cargos importantes no reino. De acordo com uma lenda romantizada sobre a sua origem, uma filha do rei parta / arsácida Fraates IV (r. 37–2 a.C.), chamada Cosme, casou-se com um "general de todos os iranianos"; sua prole recebeu o título de "Aspapetes Pálave" (Aspahpet Pahlav), mais tarde formando o clã. De sua linhagem arsácida, os Ispabudãs afirmavam ser descendentes dos reis caiânidas Dara II e Esfendadates.
Sob os sassânidas, os Ispabudãs gozavam de estatuto tão elevado que eram tidos como "parentes e parceiros dos sassânidas". De fato, o pai de Rustã, Farruque Hormisda, era primo-irmão do xainxá Cosroes II (r. 590–628), enquanto o seu bisavô Sapor era primo-irmão do xainxá Cosroes I (r. 531–579). Embora a pátria hereditária dos Ispabudãs pareça ter sido o Coração, a família com o passar do tempo governou o quadrante noroeste (custe) do Azerbaijão (que não deve ser confundido com a província homônima). Farruquezade era irmão de Rustã Farruquezade.

### Guerra com o Império Bizantino e deposição de Cosroes II

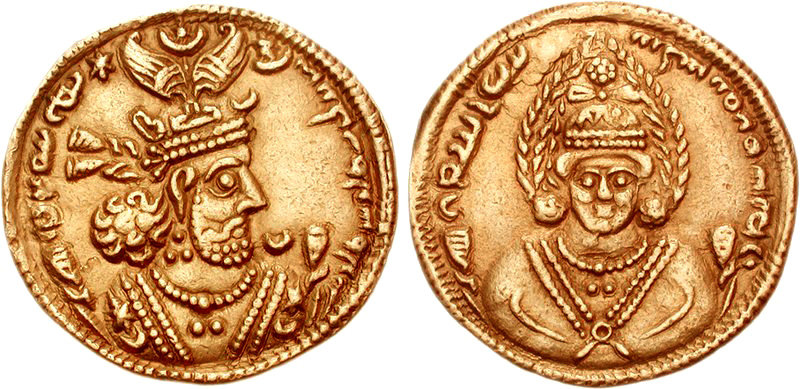
Dinar de ouro de r.

Farruquezade é mencionado pela primeira vez durante o reinado de Cosroes, quando ocupou altos cargos e de acordo com o poeta iraniano Ferdusi estava "tão perto de Cosroes II que ninguém ousou se aproximar dele sem sua permissão". Em 626, Sarbaro e Farruque Hormisda se rebelaram. Em 627, Cosroes enviou Farruquezade para negociar com Sarbaro, que estava acampado perto da capital sassânida de Ctesifonte, mas ele se amotinou secretamente e se juntou a Sarbaro. Ele encorajou os rebeldes a permanecerem indivisos e não temerem a fúria de Cosroes e disse que não havia nenhum nobre (bozorgã) que o apoiasse. Cosroes, no entanto, começou a suspeitar de traição de Farruquezade, mas guardou para si mesmo, porque não queria piorar a situação. Ao mesmo tempo, Farruquezade estava reunindo mais pessoas que se opunham a Cosroes para encenar um golpe de Estado. Em 628, Farruquezade libertou o filho mais velho de Cosroes, Siroes, da prisão e, junto com várias famílias feudais do Império Sassânida, capturou Ctesifonte e aprisionou o xá. Siroes foi então coroado como o novo xá e ficou conhecido por seu nome dinástico de "Cavades II".

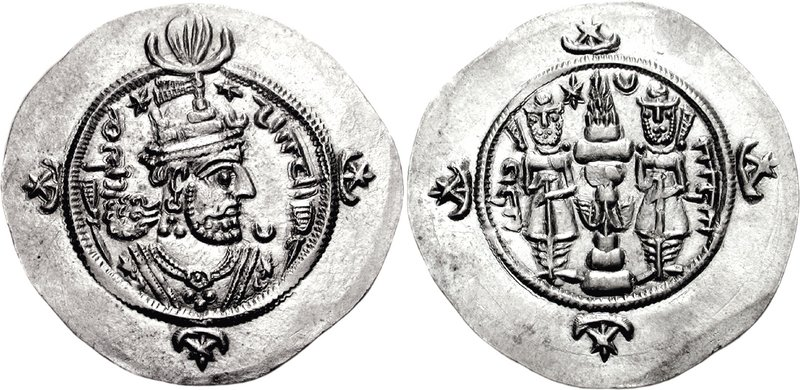
Dracma de r.

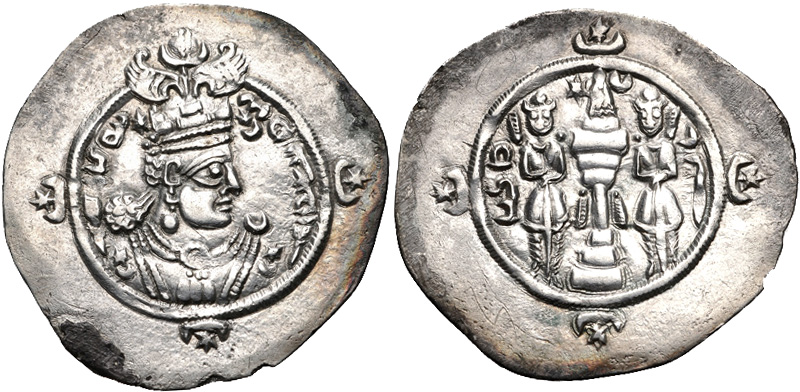
Dracma de r.

As famílias feudais que derrubaram Cosroes incluíam: Sarbaro, que representava a Casa de Mirranes; a Casa de Ispabudã representada por Farruque Hormisda e seus dois filhos Rustã Farruquezade e Farruquezade; a facção armênia representada por Basterotes II; e finalmente a facção do canaranges Canara. Cavades II depois ordenou que seu vizir (grão-framadar) Perozes Cosroes executasse todos os seus irmãos e meio-irmãos, incluindo o filho e herdeiro favorito de Cosroes II, Merdasas. Três dias depois, Cavades ordenou que Mir Hormisda executasse seu pai. Com o acordo dos nobres do Império Sassânida, Cavades então fez as pazes com o imperador Heráclio (r. 610–641) do Império Bizantino, com quem estavam em guerra desde 602. Além disso, também tomou todas as propriedades de Farruquezade e o prendeu em Estacar.

### Guerra civil sassânida de 628–632
Após a perda de território necessária para o tratado de paz, a aristocracia amargurada começou a formar Estados independentes dentro do Império Sassânida, iniciando assim a Guerra Civil Sassânida de 628–632. Isso dividiu os recursos do país. Além disso, barragens e canais ficaram abandonados, e uma praga devastadora irrompeu nas províncias ocidentais do Irã, matando metade da população junto com Cavades II, que foi sucedido por seu filho de oito anos, Artaxer III. Enquanto isso, Farruque Hormisda formou uma facção no norte do Irã conhecida como facção pálave (parta), uma facção de partas de várias famílias que se uniram sob ele. Durante a mesma época, no entanto, Perozes Cosroes também formou uma facção no sul do Irã, conhecida como facção parsigue (persa).

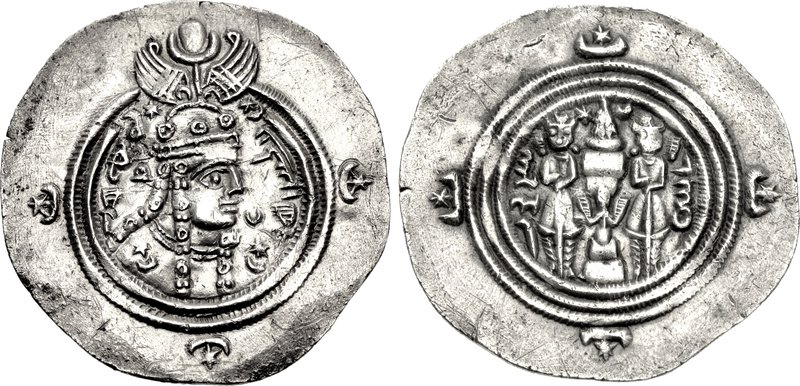
Dracma de Borana

Em 27 de abril de 630, Artaxer foi derrubado e morto por Sarbaro, que então usurpou o trono. Quarenta dias depois, Farruque Hormisda o matou e fez da filha de Cosroes, Borana, a nova monarca. Em seu curto reinado, Borana nomeou Farruque Hormisda como ministro antes de ser deposta pelo filho de Sarbaro, Sapor-i Sarbaro, que após um breve reinado foi substituído por Azarmiducte, a irmã de Borana. Segundo ibne Isfandiar, Azarmiducte, sob o conselho dos nobres sassânidas, retirou Farruquezade de sua prisão e o convidou a servir os sassânidas mais uma vez. Farruquezade, no entanto, se recusou a servir sob o comando de uma mulher, preferindo se aposentar em um templo do fogo em Estacar. Essa narrativa, contudo, parece ser uma confusão entre ele e seu pai, que atritaria com a rainha reinante à época. Em 631, Farruque Hormisda, para tomar o poder, pediu Azarmiducte em casamento. Não ousando recusar, ela o matou com a ajuda do aristocrata mirrânida Siauascis, que era neto de Barã Chobim, o famoso aspabedes e brevemente xá. Ela foi, no entanto, logo morta por Rustã Farruquezade, que restaurou Borana ao trono. Mais tarde, em 632, Farruquezade foi novamente convidado a servir os sassânidas, desta vez pelo recém-coroado Isdigerdes III, que era um rei fantoche do irmão de Farruquezade, Rustã. Farruquezade aceitou e todas as suas propriedades foram devolvidas a ele.

### Conquista árabe da Pérsia

#### A invasão do Irã Ocidental

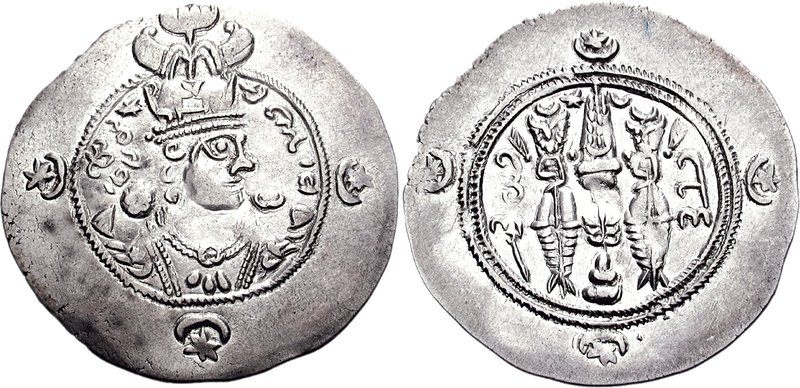
Dracma de r.

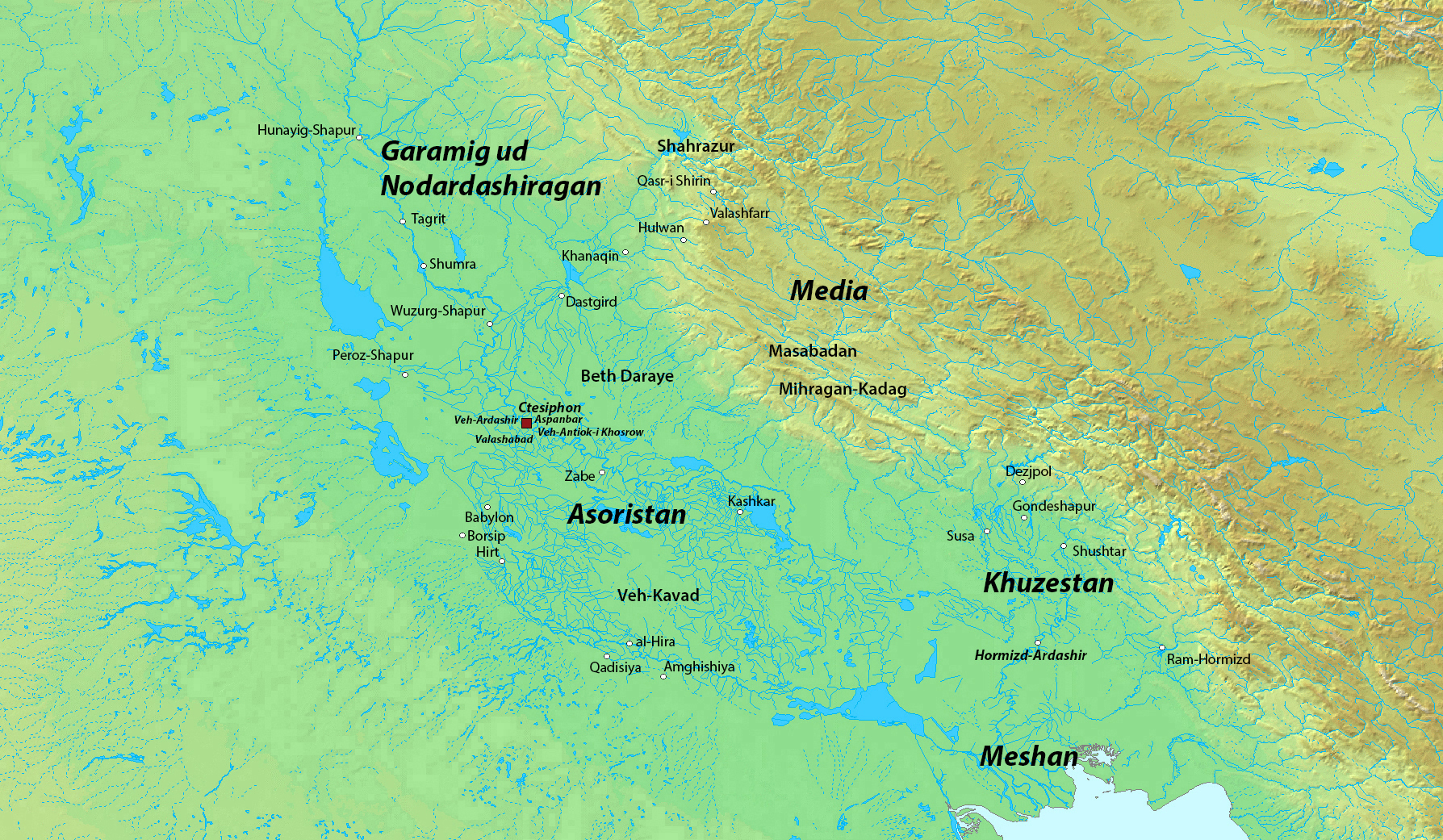
Mesopotâmia sassânida e arredores

Durante o mesmo ano, os árabes, unidos sob a bandeira do Islã, invadiram o Império Sassânida. Em 636, estavam em Cadésia, uma cidade perto de Ctesifonte, o que fez com que Rustã Farruquezade agisse. No entanto, Farruquezade não pôde participar, porque estava servindo como marzobã (general de uma província fronteiriça; "marquês") de Balasagena, uma província distante de capital. Enquanto se preparava para enfrentar os árabes, escreveu uma carta a Farruquezade, que dizia que deveria reunir um exército e ir ao Azerbaijão, lembrando-lhe que Isdigerdes III era a única herança deixada pelos sassânidas. Rustã então partiu de Ctesifonte no comando de uma grande força sassânida para enfrentar os invasores, mas foi derrotado e morto.
Após a morte de seu irmão, Farruquezade o sucedeu como o aspabedes do Coração e Azerbaijão, e como o novo líder da família Ispabudã e da facção pálave. Então reuniu um exército em Azerbaijão e foi para Ctesifonte, onde foi nomeado comandante por Isdigerdes, que fugiu para Hulvã com sua propriedade, família e mil servos. Farruquezade, no entanto, também fugiu para Hulvã após um pequeno e desanimador confronto com os árabes. Em 637, a capital foi capturado pelos árabes. Enquanto isso, Farruquezade, junto com Isdigerdes, o oficial mirrânida Mirranes Razi, Perozes Cosroes e Hormuzã, deixaram Hulvã rumo ao Azerbaijão, mas enquanto se deslocavam para o local, foram emboscados por um exército árabe em Jalula, onde foram derrotados. Mirranes Razi foi morto durante a batalha, enquanto Hormuzã fugiu ao Cuzistão e Perozes COsroes para Niavende. Em 642, os árabes capturaram Niavende e Ispaã, matando Perozes Cosroes, incluindo outros oficiais sassânidas, como Xarvaraz Jadui e Merdasas. Durante o mesmo ano (ou em 643), Farruquezade levantou outro exército com seu filho Esfendadates e o general dailamita Muta. Foram, no entanto, derrotados em Uaje Rude, uma vila em Hamadã. Enquanto isso, Isdigerdes fugiu ao sul do Irã e ficou lá até 648. Não se sabe se Farruquezade estava com Isdigerdes durante sua estadia no sul.

#### Luta no Coração, governo e morte

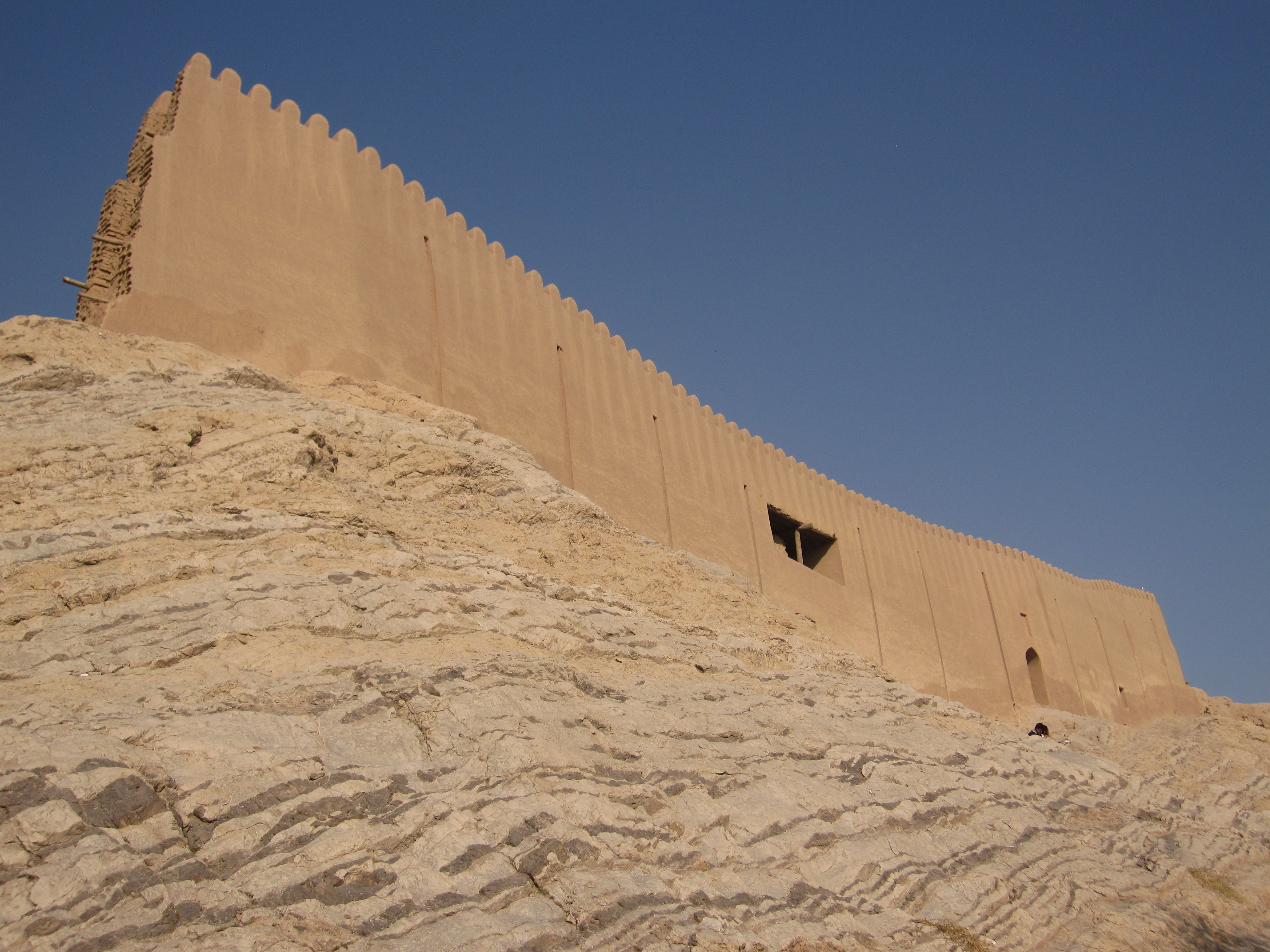
Castelo de Rei, construído sob o Império Arsácida

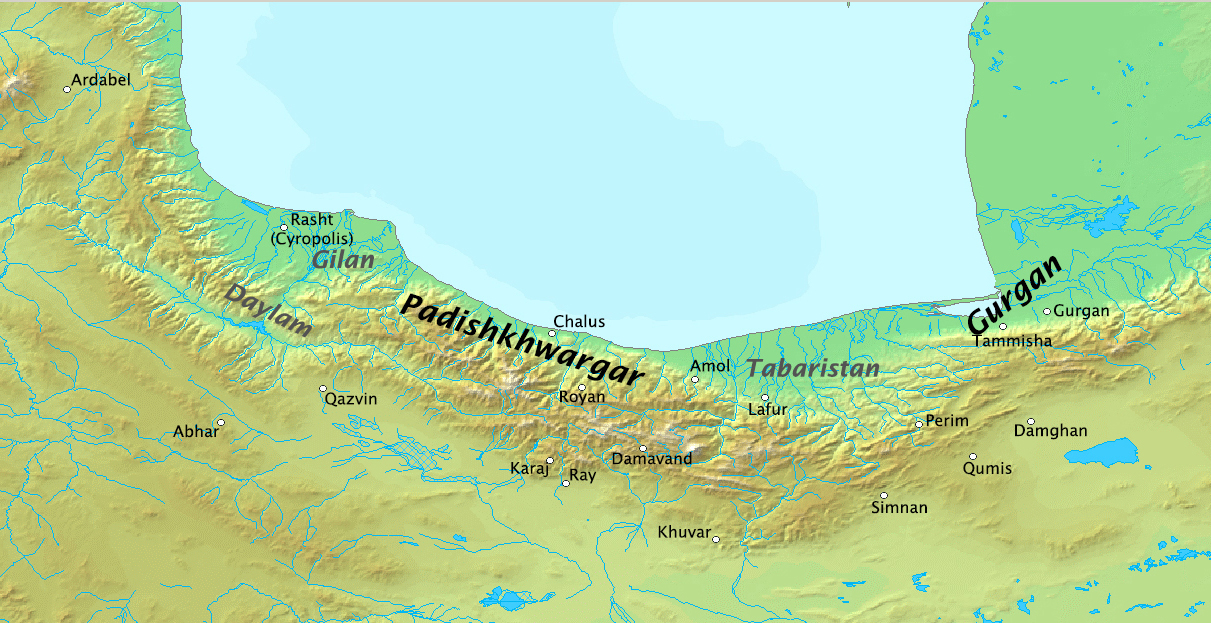
Norte da Pérsia durante a invasão árabe

Por volta de 650, Isdigerdes, junto com Farruquezade, chegaram ao Coração. Isdigerdes nomeou-o como governador de Merve e ordenou a Baraz, filho de Maoe Suri, que lhe desse o controle absoluto da cidade. Maoe, no entanto, o desobedeceu. Farruquezade aconselhou Isdigerdes a se refugiar no Tabaristão. Isdigerdes, no entanto, não aceitou seu conselho. Farruquezade mais tarde fez um motim contra o xá e partiu para Rei, para vingar seu pai contra Siauascis, que era o governante da cidade. A caminho de Rei, encontrou seu aliado Canara, que fez parte da conspiração contra Cosroes e havia participado do confronto de Rustã com os árabes, mas após a derrota fugiu para Tus, cidade que fazia parte de seus domínios. Farruquezade continuou sua jornada para Rei, mas antes de chegar na cidade encontrou o general árabe Anumane ibne Mucrim perto de Gasvim em 651, com quem fez as pazes e concordou em ajudá-lo a lutar contra Siauascis. O exército árabo-Ispabudã se envolveu em uma batalha noturna contra o exército de Siauascis no sopé da montanha nos arredores de Rei. Farruquezade liderou parte da cavalaria de Anumane por um caminho pouco conhecido até a cidade, de onde atacaram a retaguarda do exército mirrânida, causando grande derramamento de sangue. O exército de Siauascis acabou derrotado e ele próprio foi morto. Para dar o exemplo, Anumane ordenou a destruição do bairro aristocrático de Rei, mas a cidade foi mais tarde reconstruída por Farruquezade, que se tornou o governante local.
Farruquezade então foi ao Tabaristão, mas em sua chegada, ouviu falar da morte de Isdigerdes sob as ordens de Maoe Suri, que o fez raspar o cabelo e viver como um monge em um templo de fogo em Cusã. Quando os árabes invadiram o Tabaristão, Farruquezade foi solicitado pelos habitantes locais para se tornar seu rei, o que aceitou de bom grado e que marcou a fundação do Reino Bavândida. Reuniu um exército, derrotou os árabes e fez um tratado de paz com eles. Farruquezade governaria pacificamente o Tabaristão e algumas partes de Abarxar por 14 anos, até que foi assassinado por volta de 665 por um nobre carânida chamado Valaxe, cuja família estava em guerra com a família de Farruquezade. Após sua morte, seu filho Surcabe I fugiu para uma fortaleza Ispabudã/Bavande chamada Cula. Mais tarde, em 673, vingou seu pai matando Valaxe e reconquistou o reino. Depois disso, se coroou como ispabade (governante) em sua capital em Perim.